# Friedrich Carl Meyer

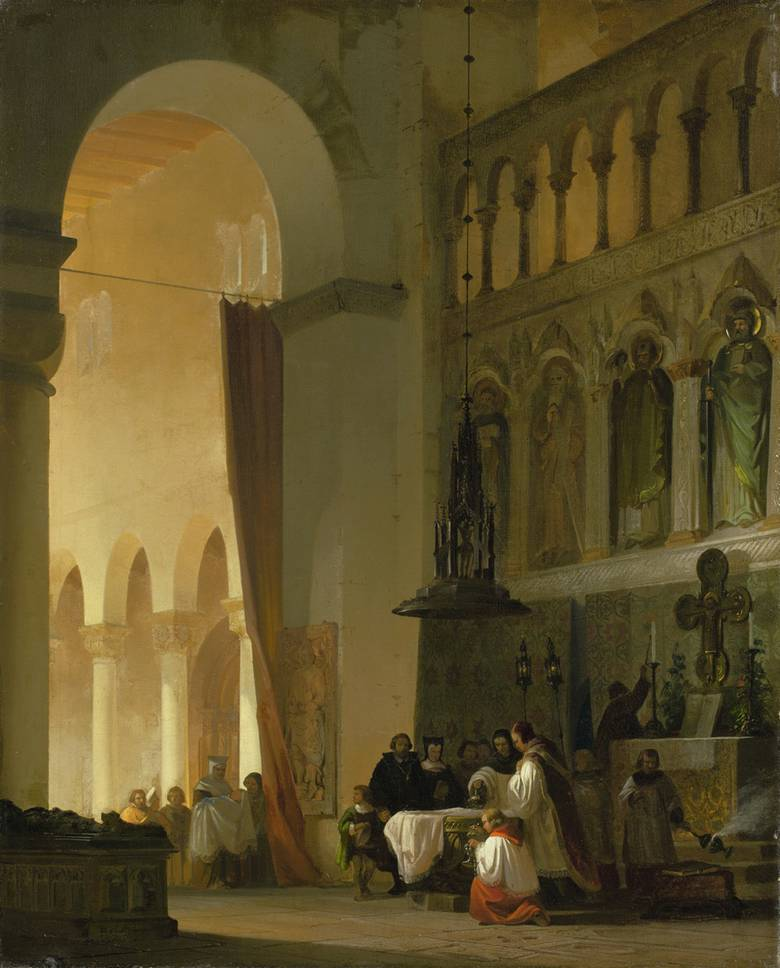
Friedrich Carl Mayer: Doop in een basilica.

Friedrich Carl Mayer (Bad Tölz, 3 januari 1924 - München, 24 januari 1903) was een Duits kunstschilder.

## Biografie
Mayer volgde van 1844 tot 1848 de Academie voor Schone Kunsten van München waar hij les kreeg van architect August von Voit en de schilders Joseph Schlotthauer en Clemens von Zimmermann. Na een lange studiereis vestigde hij zich in Neurenberg waar hij in 1855 professor voor ornamenttekenen werd aan de Academie voor Beeldende Kunst werd.
Het onderwerp van zijn schilderijen vond hij vaak in de architectuur van Nürnberg en Augsburg, met een voorliefde voor interieurs. Hij hechtte daarbij veel belang aan een scherpe tekenstijl en een correcte voorstelling van details in binnenvallend zonlicht.

## Belangrijke Werken
- Sacramentshuis van de St-Lorenzkerk van Nürnberg
- Grafmonument Sebaldus van Neurenberg
- Stadhuis van Braunschweig
- Koor van de Dom van Augsburg
- Bruidspoort St-Sebalduskerk Neurenberg
- Munster van Ulm
- Uitgang van het stadhuis van Görlitz
- Dom van Halberstadt
- Interieur Onze-Lieve-Vrouwekerk München

Hij maakte ook ontwerpen voor artisanale voorwerpen.
- Gemeinsame Normdatei: 117543136
- RKD-Nederlands Instituut voor Kunstgeschiedenis: 226453
- Virtual International Authority File: 10626162
- WorldCat: E39PBJwXcpM38BxFgkxWjjVQv3